# Syndiamesa nigra
Syndiamesa nigra is een muggensoort uit de familie van de dansmuggen (Chironomidae). De wetenschappelijke naam van de soort is voor het eerst geldig gepubliceerd in 1980 door Rossaro.